# Non è un caso se...
Non è un caso se... è il quarto album in studio del gruppo musicale italiano Dear Jack, pubblicato l'8 giugno 2018 dalla Baraonda Edizioni Musicali.

## Descrizione
Si tratta dell'unico album inciso dal gruppo con il chitarrista Lorenzo Cantarini in qualità di frontman (nonché l'ultimo inciso a nome Dear Jack) e contiene in gran parte riedizioni di singoli passati del gruppo con l'aggiunta di tre inediti: Non è un caso se l'amore è complicato, L'impossibile e Insieme a te sto bene.

## Tracce
1. Non è un caso se l'amore è complicato – 3:49
2. L'impossibile – 3:06
3. Il mondo esplode tranne noi (riedizione 2018) – 3:37
4. Ricomincio da me (riedizione 2018) – 2:59
5. Eterna (riedizione 2018) – 3:58
6. Mezzo respiro (riedizione 2018) – 3:22
7. Non importa di noi (riedizione 2018) – 3:46
8. La pioggia è uno stato d'animo (riedizione 2018) – 3:46
9. Domani è un altro film (riedizione 2018) – 3:35
10. Insieme a te sto bene – 3:38

## Classifiche
| Classifica (2018) | Posizione massima |
| ----------------- | ----------------- |
| Italia            | 80                |